# گل دست
گل دست (نام علمی: Chiranthodendron) نام یک سرده از زیرخانواده پنجه‌ای‌واران است.

## نام‌های مختلف گیاه
در زبان انگلیسی این درخت به نام درخت دست شیطان، میمون و یا گل دستی شناخته می‌شود. به زبان اسپانیایی árbol de las manitas (درخت دسته‌ای کوچک) و درزمینهٔ علمی با نام درخت گل دست پنج‌انگشتی معروف است.

## ویژگی ها
این درخت گونه بومی گواتمالا و جنوب مکزیک است. ارتفاع این درختان در دامنه‌های مرطوب این مناطق به ۱۰٫۵ تا ۱۷٫۵ متر (۳۴ تا ۹۰ فوت) می‌رسد.
این گیاه برگ‌هایی بزرگ و پهن دارد. گل‌های این گیاه در فصل بهار و در اوایل تابستان ظاهر می‌شوند.